# Miles "Tails" Prower
Miles Prower (マイルス・パウアー, Mairusu Pauā), beter bekend onder zijn bijnaam Tails (テイルス, Teirusu), is een personage uit de Sonic the Hedgehog-franchise. Hij maakte zijn debuut in het tweede computerspel uit dit franchise en heeft sindsdien in vrijwel elke incarnatie van dit franchise meegespeeld.

## Personage
Tails is een antropomorfe vos met een goudgele, soms oranje, vacht. Hij is acht jaar oud en 80 centimeter hoog. Hij is ongeveer even snel als Sonic. Hoewel hij geen supersnelheid heeft, wordt dat goedgemaakt doordat hij kan vliegen, en als Sonic supersnel rent, ziet men Tails naast hem vliegen.
Tails’ echte naam, Miles Prower, is een verbastering van de snelheidsaanduiding “Miles per Hour”, ofwel mijl per uur. Zijn bijnaam 'Tails' dankt hij aan het feit dat hij twee staarten heeft. Doordat hij twee staarten heeft, kan hij supersnel vliegen. Hij zou nog weleens sneller kunnen zijn dan Sonic. Maar Tails kan Sonic dus altijd bijhouden.
Tails heeft een vriendelijke, nederige en zachtaardige persoonlijkheid. Hij ziet Sonic als zijn idool en wil daarom zo worden als hij. Over het geheel ontbreekt hem echter de moed om daadwerkelijk in Sonics voetsporen te treden.
Tails kan vliegen door zijn twee staarten te gebruiken als een soort helikopterrotor. Zijn staarten zijn sterk genoeg om zowel Tails als twee medepassagiers in de lucht te houden. Tails kan zijn staarten ook voor offensieve en defensieve manoeuvres gebruiken. Een goede slag van zijn staarten kan bijvoorbeeld een vijandige robot doorboren.
Tails heeft een grote aanleg voor mechanica. Hij is altijd in de weer met machines, en heeft al vele apparaten en voertuigen gebouwd. Zijn vaardigheden evenaren zelfs die van Dr. Eggman.
Tails kan net als veel andere personages in een supervorm veranderen, maar in plaats van de chaosdiamanten gebruikt hij hiervoor de superdiamanten. Daarnaast heeft Tails in de stripserie Sonic the Hedgehog nog twee transformatiemogelijkheden: Hyper Tails en Titan Tails.

## Incarnaties

### Computerspellen
Tails werd voor het eerst gezien in Sonic 2 voor de Game Gear, waarin hij door Dr. Eggman werd vastgehouden voor losgeld. In dit spel was hij nog een NPC. Tails was voor het eerst een bespeelbaar personage in Sonic the Hedgehog 2.
Tails heeft nadien in vrijwel alle Sonic-spellen een rol gehad. Ook heeft hij meegespeeld in een aantal spellen zonder Sonic. Zijn eerste solospel was Tails' Skypatrol, een puzzelspel voor de Game Gear. Dit werd opgevolgd door Tails Adventures. Tails is ook de ster in Tails and the Music Maker voor de Sega Pico.

### Televisieseries
- Tails maakte zijn televisiedebuut in de serie Adventures of Sonic the Hedgehog. Hierin was hij een stuk jonger dan in de spellen. Zijn Engelse stem werd gedaan door Christopher Evan Welch, zijn Nederlandse door Reinder van der Naalt. Zijn vacht is in deze serie bruin in plaats van goudgeel.
- Tails had een bijrol in de animatieserie Sonic the Hedgehog. Zijn personage verbleef gedurende seizoen 1 vrijwel geheel op de achtergrond.
- In de animatieserie Sonic X heeft Tails een rol vrijwel gelijk aan die in de computerspellen. Wel werd zijn rol in de serie deels ingeperkt door de introductie van een nieuw personage, Chris Thorndyke. Zijn Engelse stem in deze serie werd gedaan door Amy Palant, zijn Nederlandse door Laura Vlasblom.
- In de animatieserie Sonic Boom is Tails een van de hoofdpersonages. Zijn rol is zo goed als hetzelfde als in de spellen: hij was Sonics beste vriend, sidekick, het brein van het team, een ervaren piloot en mechanieker en doorgaans het meest nederige lid van het team. In de Nederlandstalige versie werd zijn stem ingesproken door Christa Lips.
- In de animatieserie Sonic Prime was zijn rol gelijk aan die in de computerspellen. Net als in de vorige serie werd zijn stem (en deze van zijn varianten) ingesproken door Christa Lips.

### Stripseries
Tails is een personage in de stripseries Sonic the Hedgehog, Sonic the Comic en Sonic X.